# SheBelieves Cup 2022
La SheBelieves Cup 2022 è stata la settima edizione della SheBelieves Cup, torneo a invito riservato a nazionali di calcio femminile, disputata negli Stati Uniti d'America dal 17 al 23 febbraio 2022. Il torneo è stato vinto dagli Stati Uniti che se lo aggiudica per la quinta volta nella sua storia sportiva.
L'edizione ripropone la formula a quattro squadre della precedente, con le nazionali di Islanda, Nuova Zelanda e Rep. Ceca, tutte all'esordio, che affrontano gli Stati Uniti, detentori del trofeo con sette presenze, ovvero tutte le edizioni disputate, e a vantare il maggior quantitativo di vittorie, quattro, nelle edizioni 2016, 2018, 2020 e 2021.

## Formato
Le quattro squadre invitate disputano un solo girone all'italiana, dove vengono concessi tre punti per la vittoria, uno per il pareggio e zero per la sconfitta. In caso di parità di punti, vengono considerati gli scontri diretti, la differenza reti e i gol fatti.

## Stadi
| Carson (Los Angeles area)  | Frisco (Dallas-Fort Worth area) |
| -------------------------- | ------------------------------- |
| Dignity Health Sports Park | Toyota Stadium                  |
| Capacità: 27 000           | Capacità: 20 500                |
|                            |                                 |
| Carson Frisco              |                                 |

## Nazionali partecipanti
| Squadra       | FIFA/Coca-Cola Women's World Ranking (10 dicembre 2021). |
| ------------- | -------------------------------------------------------- |
| Stati Uniti   | 1                                                        |
| Islanda       | 16                                                       |
| Nuova Zelanda | 22                                                       |
| Rep. Ceca     | 24                                                       |

## Classifica
| Pos. | Squadra       | Pt | G | V | N | P | GF | GS | DR  |
| ---- | ------------- | -- | - | - | - | - | -- | -- | --- |
| 1.   | Stati Uniti   | 7  | 3 | 2 | 1 | 0 | 10 | 0  | +10 |
| 2.   | Islanda       | 6  | 3 | 2 | 0 | 1 | 3  | 6  | -3  |
| 3.   | Rep. Ceca     | 2  | 3 | 0 | 2 | 1 | 1  | 2  | -1  |
| 4.   | Nuova Zelanda | 1  | 3 | 0 | 1 | 2 | 0  | 6  | -6  |

| Arbitro: | Katja Koroleva |

|                   |           |  |
| Brynjarsdóttir 1’ | Marcatori |  |

| Carson 17 febbraio 2022, ore 20:00 UTC-8 | Stati Uniti     | 0 – 0 referto | Rep. Ceca | Dignity Health Sports Park (7 333 spett.)\| Arbitro: \| Laura Fortunato \| |
| Arbitro:                                 | Laura Fortunato |               |           |                                                                            |

| Arbitro: | María Carvajal |

|                                                             |           |  |
| Moore 5’ (aut.), 6’ (aut.), 36’ (aut.) Hatch 51’ Pugh 90+3’ | Marcatori |  |

| Arbitro: | Natalie Simon |

|             |           |                            |
| Khýrová 85’ | Marcatori | 11’ Anasi 18’ Magnúsdóttir |

| Frisco 23 febbraio 2022, ore 17:00 UTC-8 | Nuova Zelanda   | 0 – 0 referto | Rep. Ceca | Toyota Stadium (1 359 spett.)\| Arbitro: \| Danielle Chesky \| |
| Arbitro:                                 | Danielle Chesky |               |           |                                                                |

| Arbitro: | Edina Alves Batista |

|                                             |           |  |
| Macario 37’, 45’ Pugh 60’, 75’ K. Mewis 88’ | Marcatori |  |

## Statistiche

### Classifica marcatrici
3 reti
- Mallory Pugh

2 reti
- Catarina Macario

1 rete
- Michaela Khýrová
- Natasha Anasi
- Dagný Brynjarsdóttir
- Selma Sól Magnúsdóttir
- Ashley Hatch
- Kristie Mewis

3 autoreti
- Meikayla Moore (in favore degli Stati Uniti)